# Vân Nam
Vân Nam (giản thể: 云南; phồn thể: 雲南; bính âm: Yúnnán) là một tỉnh ở phía tây nam của Cộng hòa Nhân dân Trung Hoa, giáp biên giới với các tỉnh Điện Biên, Lai Châu, Lào Cai và Tuyên Quang của Việt Nam. Năm 2018, Vân Nam là tỉnh đông thứ mười hai về số dân, đứng thứ ba mươi về kinh tế Trung Quốc với 48 triệu dân, tương đương với Hàn Quốc và GDP danh nghĩa đạt 1.788 tỉ NDT (270,2 tỉ USD) tương ứng với Phần Lan. Vân Nam có chỉ số GDP đầu người xếp thứ ba mươi Trung Quốc, đạt 37.160 NDT (tương ứng với 5.612 USD).
Vân Nam có diện tích 394.100 km². Thủ phủ của tỉnh này là thành phố Côn Minh. Vân Nam là nơi bắt nguồn của sông Hồng và sông Đà, sông Mê Kông cũng chảy qua Vân Nam.

## Biểu tượng
Trà Điền Sơn (Camellia reticulata), một loài cây trà có nguồn gốc từ tỉnh Vân Nam, là biểu tượng của tỉnh này.

## Lịch sử
"Người Nguyên Mưu" (元谋人), hóa thạch của người đứng thẳng (Homo erectus) được những người xây dựng đường sắt khai quật trong thập niên 1960, đã được xác định là hóa thạch người cổ nhất đã biết đến ở Trung Quốc. Vào thời kỳ đồ đá mới, ở đây đã có sự định cư của con người trong khu vực hồ Điền Trì (滇池). Những người nguyên thủy này sử dụng các công cụ bằng đá và đã xây dựng được các công trình đơn giản bằng gỗ.
Vào khoảng thế kỷ III TCN, khu vực trung tâm của Vân Nam, xung quanh Côn Minh ngày nay đã được gọi là Điền. Năm 279 TCN một viên tướng nước Sở là Trang Giao hay Trang Kiệu (庄跤/庄峤) đã từ thượng nguồn sông Dương Tử tiến vào khu vực này, lập ra nước Điền và tự xưng là "vua nước Điền". Ông và những người kế nghiệp ông đã mang tới Vân Nam ảnh hưởng của người Hán, sự khởi đầu của một lịch sử lâu đời các cuộc di cư và sự mở rộng ảnh hưởng văn hóa.
Năm 221 TCN, Tần Thủy Hoàng thống nhất Trung Quốc và mở rộng quyền lực của mình xuống phía nam. Các châu và huyện đã được thiết lập tại đông bắc Vân Nam. Đường giao thông đang có tại Tứ Xuyên đã được mở rộng về phía nam tới gần Khúc Tĩnh (曲靖) ngày nay, ở miền đông Vân Nam - được gọi là "Ngũ xích đạo" (đường 5 thước). Tuy nhiên giống như Việt Nam thì Vân Nam chưa hoàn toàn thuộc về Trung Quốc trong thời đó.
Năm 109 TCN, vua Hán Vũ Đế phái Vương Thiên Vũ đến đất Điền tuyên truyền sức mạnh của quân Hán nhưng Điền Vương ỷ có mấy vạn binh sĩ lại có những bộ tộc cùng họ ở phía đông bắc là Lao Thâm, Mạc My ủng hộ nên không chịu quy phục. Năm 109 TCN, Vũ Đế điều động quân Ba Thục tấn công tiêu diệt Lao Thâm, Mạc My xua quân tiến sát đất Điền. Điền Vương xin đầu hàng, Nhà Hán giao quyền cho tướng Quách Xương đặt quận Ích Châu với 24 huyện trực thuộc. Nơi đặt trụ sở của quận này là huyện Điền Trì (ngày nay là Tấn Ninh). Từ đó Vân Nam thuộc về Trung Quốc. Về sau lại hàng phục được Côn Minh sáp nhập vùng này vào quận Ích Châu.
Một huyện khác được gọi là "Vân Nam", có lẽ là lần sử dụng đầu tiên của tên gọi này. Để mở rộng quan hệ thương mại mới hình thành với Miến Điện và Ấn Độ, Hán Vũ Đế còn giao cho Đường Mông (唐蒙) nhiệm vụ bảo trì và mở rộng Ngũ xích đạo, đổi tên nó thành "Tây Nam Di đạo" (西南夷道). Vào thời gian đó, kỹ thuật canh tác trong nông nghiệp ở Vân Nam đã được cải thiện rõ rệt. Người dân địa phương sử dụng các công cụ và cày bừa bằng đồng thau cũng như chăn thả nhiều loại gia súc, như trâu, bò, ngựa, cừu, dê, lợn và chó.
Các nhà nhân loại học đã xác định là những người này có quan hệ họ hàng gần với những người mà ngày nay gọi là người Thái. Họ sinh sống theo bộ tộc, đôi khi được những người Hán bị lưu đày đứng đầu.
Trong thời kỳ Tam Quốc, lãnh thổ của Vân Nam ngày nay, Kiềm Tây (黔西) và miền Nam Tứ Xuyên được gọi chung là "Nam Trung" (南中). Sự tan rã của quyền lực trung ương tại Trung Quốc đã làm gia tăng tính tự trị của Vân Nam cũng như tăng thêm quyền lực cho các bộ tộc địa phương. Năm 225, một chính trị gia nổi tiểng là Thừa tướng nhà Thục Gia Cát Lượng (诸葛亮) đã dẫn quân đến Vân Nam để dẹp yên các bộ tộc này.
Vào thế kỷ IV, miền Bắc Trung Quốc chủ yếu bị những bộ tộc từ Trung Á tràn sang. Vào thập niên 320, thị tộc Thoán (爨) đã di cư tới Vân Nam. Thoán Sâm (爨琛) tự xưng làm vua và duy trì quyền lực tại Điền Trì (khi đó gọi là Côn Xuyên 昆川). Từ đó trở đi, thị tộc này đã cai quản Vân Nam trên 400 năm và khiến tỉnh này độc lập khỏi Trung Quốc trước khi quân người Mông Cổ tiêu diệt hết năm 1253.

## Quốc gia Nam chiếu và Đại Lý
Năm 738, Bì La Các (皮罗阁), thủ lĩnh bộ lạc Mông Xá, đã thành lập Vương quốc Nam Chiếu (南诏) tại Vân Nam với kinh đô tại thành Thái Hòa (nay là Đại Lý) lập ra năm 739. Ông được Nhà Đường công nhận là "Vân Nam Vương". Từ Đại Lý, mười ba đời vua Nam Chiếu đã cai trị trên 2 thế kỷ và đóng một vai trò quan trọng trong mối quan hệ luôn biến đổi giữa Trung Quốc và Tây Tạng. Năm 902, quyền thần của Nam Chiếu là Trịnh Mãi chiếm đoạt quyền hành, đổi tên nước thành Đại Trường Hòa. Năm 929, Triệu Thiện Chính diệt Đại Trường Hòa, lập ra nước Đại Thiên Hưng. Năm 930, Tiết độ sứ Đông Xuyên là Dương Càn Hưng diệt Đại Thiên Hưng, đổi tên nước thành Đại Nghĩa Ninh. Năm 937, thủ lĩnh tộc Bạch là Đoàn Tư Bình (段思平) đã diệt Đại Nghĩa Ninh và thành lập Vương quốc Đại Lý, đóng đô tại Đại Lý. Vương quốc này khi đó bao gồm lãnh thổ ngày nay thuộc các tỉnh Vân Nam, Quý Châu, Tây Nam Tứ Xuyên, Bắc Miến Điện, Bắc Lào và một số khu vực tại Tây Bắc Việt Nam.
Năm 1253, Vương quốc Đại Lý bị người Mông Cổ và quân đội của Đại hãn Mông Kha tấn công. Năm 1276, Hốt Tất Liệt cho thành lập tỉnh Vân Nam. Vân Nam đã thành tỉnh đầu tiên trong các tỉnh miền Nam Trung Hoa nằm dưới sự kỉểm soát của Mông Cổ, và nó cũng là tỉnh cuối cùng tại Trung Hoa mà người Mông Cổ nắm giữ, ngay cả sau khi họ đã mất Bắc Kinh và bị đuổi ra khỏi các tỉnh miền Bắc. Tổng cộng họ đã chiếm giữ Vân Nam trong 130 năm. Phải chờ mãi 15 năm sau khi kẻ sáng lập triều đại Nhà Minh được thừa nhận là nhà lãnh đạo toàn thể Đế quốc Trung Hoa, ông ta mới phái các đội quân của ông đến trục xuất người Mông Cổ ra khỏi bàn đạp sau cùng của họ, tức là Vân Nam.
Năm 1381, Minh Thái Tổ Chu Nguyên Chương phái các tướng là Phó Hữu Đức và Mộc Anh đem quân chiếm Vân Nam, diệt Lương Vương của triều Nguyên. Dấu ấn Nhà Minh trên Vân Nam đã lưu tồn và còn được nhận thấy. Các ngôi chùa và tượng đài thuộc niên đại Nhà Minh có rất nhiều; các chiếc câu treo bằng xích sát đặc sắc bắc ngang sông Cửu Long và sông Salween, cũng như nhiều con sông nhỏ hơn ở miền Tây Vân Nam chứng thực cho sinh khí của chế độ mới và sự quan tâm của nó vào việc cải tiến các sự giao thông. Nhiều thành phố của Vân Nam mắc nợ hình thức hiện đại của chúng nơi các nhà xây dựng thời Minh, và nhiều thành phố phản ảnh, nơi các bức tường thành thẳng đứng bao quanh và các đường phố cắt nhau, mẫu họa đồ thiết kế thành phố chung của miền Bắc Trung Hoa, các bản sao chép thu nhỏ của Bắc Kinh.
Cuối thời Nhà Minh, Hoàng đế Nam Minh (Quế Vương) là Chu Do Lang (niên hiệu Vĩnh Lịch, 1646-1662) đã chạy tới Vân Nam. Năm 1659, Nhà Thanh sai Bình Tây Vương Ngô Tam Quế tấn công Vân Nam. Năm 1662, Ngô Tam Quế tấn công sang Miến Điện, bắt được Vĩnh Lịch bắt treo cổ chết. Người Mãn Châu tưởng thưởng họ Ngô bằng việc cử ông làm Tổng đốc cả về mặt dân sự lẫn quân sự hai tỉnh Vân Nam và Quý Châu với tước vương. Ảnh hưởng của ông rất mạnh tại các tỉnh lân cận vừa mới bình định xong là Hồ Nam và Tứ Xuyên, và còn vang xa đến tận vùng đông bắc như các tỉnh Thiểm Tây và Cam Túc. Tại tất cả các khu vực này, Ngô Tam Quế đã bổ nhiệm các quan chức, hay phải được tham khảo trước khi có sự bổ nhiệm bất kỳ người nào. Ông ta gần như một ông hoàng độc lập. Sau mười năm của quan hệ phiền hà này, song hành cùng với hai ông Phiên vương Trung Hoa được gọi là "phong kiến" khác (gồm Ngô Tam Quế là Bình Tây Vương, và hai kẻ khác là Bình Nam Vương và Tĩnh Nam Vương. Sau khi Ngô Tam Quế từ trần, hai phiên vương này đều bị nhà Mãn Thanh loại trừ), cũng là các tướng lĩnh Nhà Minh như họ Ngô, tại các phần đất khác ở miền Nam Trung Hoa, Triều đình Mãn Châu đã cảm thấy đủ mạnh để thách đố quyền lực của họ và đập tan nó nếu chứng tỏ là ngoan cố. Các danh vọng cao quý được ban cho các ông hoàng Trung Hoa này, nhưng tư thế độc lập của họ bị bãi bỏ. Các ông hoàng khác đã chấp nhận. Ngô Tam Quế bác bỏ lời hứa trung thành này, tuyên bố độc lập và trong năm 1673 tự tuyên xưng là Tổng tư lệnh Vĩ Đại của triều đại nhà Chu. Tuy nhiên Nhà Thanh đã đàn áp cuộc nổi loạn này.

## Người Hồi nổi dậy
Giai đoạn từ 1856 tới 1873, người Hồi nổi dậy dưới sự chỉ huy của Đỗ Văn Tú có nguồn gốc từ Đại Lý, tuyên cáo một cách dứt khoát ý định của ông nhằm thiết lập một vương quốc Hồi giáo. Nước này ông ta gọi là Bình Nam Quốc (P'ing Nan Kuo) (Vương quốc Miền Nam An Bình), và chính ông đảm nhận vương tước Hồi giáo là Quốc vương (Sultan) với danh xưng bằng tiếng Ả Rập là Suleiman. Ông đã mau chóng chinh phục toàn thể miền tây Vân Nam, cho đến khi vương quốc của ông ta tiến sát vào Vương quốc Miến Điện, chẳng bao lâu sau bị ngã gục trước sự chinh phục của người Anh. Nhược điểm của Đỗ Văn Tú và các người ủng hộ ông là họ chỉ tượng trưng cho một quyền lợi cục bộ tại Vân Nam, một miền đất mãi mãi bị phân cắt bởi địa dư và cũng bởi cảm thức về chủng tộc và địa phương. Xem ra đã không có lực tập hợp được dân chúng bản địa cho lý cớ của Quốc vương Hồi giáo; tương tự cũng không có sự chống đối công khai với duyên cớ đó từ các phần tử này. Dân chúng Trung Hoa, nếu không tích cực phản đối, cũng giữ nguyên thái độ thụ động. Sự chống đối thực sự đến từ các đội quân của triều đại Mãn Châu, mặc dù các đội quân này trong thực tế là các lực lượng Trung Hoa nằm dưới sự chỉ huy của người Trung Hoa.
Sầm Dục Anh là một con người khác thường, phát sinh từ một gia đình gốc Trung Hoa định cư từ lâu tại các khu vực thị tộc của tỉnh Quảng Tây, gia đình của ông đã là các lãnh chúa phong kiến địa phương được nhìn nhận của một thị tộc như thế trong nhiều thế kỷ, song họ đã giữ lại văn hóa, ngôn ngữ Trung Hoa và dành đạt được các chức vụ chính thức. Bản thân Sầm Dục Anh chính vì thế là một người dân vùng Tây Nam, chứ không phải kẻ xâm nhập từ miền Bắc như Ngô Tam Quế, và có lẽ sự việc cũng dễ dàng hơn cho ông để tự lập mình thành vị chúa tể của miền Tây Nam ly khai hơn là Đỗ Văn Tú theo Hồi giáo. 
Đó là một cuộc chiến tranh lâu dài và tác hại, được phóng ra phần lớn trên cao nguyên Vân Nam, giữa Đại Lý và Côn Minh. Ngay từ 1857, Sầm Dục Anh đã tiến quân vào Đại Lý, nhưng bị đẩy lui. Trong cùng năm, quân Hồi giáo bao vây Côn Minh, lập lại mưu toan này trong năm 1861, và sau cùng, dưới sự chỉ huy của Đỗ Văn Tú, đã chiếm đóng thành phố một cách ngắn ngủi trong năm 1863. Nhưng các sự bất đồng và ghen tỵ của phe Hồi giáo, sự đầu hàng của một số thủ lĩnh của họ, và các cuộc tranh chấp bùng nổ giữa các người khác, đã hủy hoại các cơ may để củng cố các thắng lợi của họ. Dần dần, Sầm Dục Anh đã phục hồi và ổn định miền Đông của tỉnh. Cho mãi đến năm 1868, Đỗ Văn Tú vẫn có khả năng bao vây Côn Minh trong một năm trường, nhưng khi cuộc vây hãm đã bị phải bị bãi bỏ trong năm 1869, đó là một khúc rẽ trong cuộc chiến tranh lâu dài. Các cuộc công hãm kéo dài và lập lại nhiều lần vào một thành phố có tường thành bao quanh hẳn phải là một trong số các thí dụ cuối cùng của hình thái chiến tranh cổ xưa trong lịch sử. * Sầm giờ đây được bổ làm Phiên vương Vân Nam và đã giao cho thuộc cấp của ông, Yang Yu-k'o, thực hiện trận đánh cuối cùng. Yang tiến đánh Đại Lý năm 1872 và cưỡng chiếm lối đi qua đèo Hạ Quan nằm ở mỏm phía nam của hồ nước. Sau đó ông đã mở cuộc bao vây chính thành phố và chiếm lấy thành phố sau một cuộc kháng cự dũng mãnh và kéo dài. Ngay sau khi Đỗ Văn Tú chết (kẻ đã cố tự vẫn nhưng đã bị giao nạp bởi các cận vệ của ông trước khi ông có thể làm như thế), người Hồi giáo vẫn kháng cự bên trong lẫn ngoài thành phố trong gần một năm. Hàng nghìn người đã bị giết, nhưng vẫn tiếp tục chiến đấu. Khi công cuộc bình định được hoàn tất, dân số của tỉnh được ước lượng đã giảm từ 8 triệu người xuống khoảng 3 triệu người, mặc dù được nghĩ rằng nhiều người trong số mất tích trong thực tế đã chạy trốn sang các miền hòa bình hơn. Sau khi thất bại, số lượng người Hồi đã giảm mạnh.

## Thế kỷ XX
Trong thời kỳ này người Anh chiếm đóng Miến Điện còn người Pháp chiếm đóng Việt Nam nên cả hai đều có ảnh hưởng tới Vân Nam.
Năm 1910, người Pháp cho xây dựng đường sắt Điền Việt nối Côn Minh với cảng Hải Phòng, Việt Nam, đoạn trong Vân Nam gọi là Côn Hà thiết lộ (đường sắt Côn Hà), đến năm 1936 hoàn thành việc nối Vân Nam đến Sài Gòn. Đây cũng là tuyến đường sắt vận tải kinh tế nhất khu vực châu Á, thúc đẩy kinh tế mậu dịch ngoại thương Vân Nam tăng trưởng với tốc độ cao. Là tuyến đường sắt quốc tế đầu tiên của Trung Quốc, đường sắt Điền Việt đã làm cho Vân Nam từ thân phận 1 tỉnh biên giới khép kín nhất của Trung Quốc bước một bước dài tiến chuyển liên hệ trực tiếp với thế giới bên ngoài.
Năm 1894, George Ernest Morrison, một phóng viên Úc làm việc cho The Times, đã du hành từ Bắc Kinh tới Miến Điện, khi đó bị người Anh chiếm đóng, thông qua Vân Nam. Cuốn sách của ông An Australian in China (Người Úc tại Trung Quốc) đã miêu tả chi tiết những thử thách ông đã trải qua.
Từ năm 1916 đến năm 1917, Roy Chapman Andrews và Yvette Borup Andrews đã dẫn đầu đoàn thám hiểm động vật châu Á thuộc Viện Bảo tàng Tự nhiên Hoa Kỳ đi suốt phần lớn khu vực miền tây và miền nam Vân Nam, cũng như các tỉnh khác của Trung Quốc. Cuốn sách Camps and Trails in China đã ghi chép lại những thử thách của họ.
Mậu dịch đối ngoại của Vân Nam trước 1908 ngạch xuất khẩu bình quân hàng năm là khoảng 1200 vạn quan lượng. Đến năm 1912 đạt đến 2200 vạn quan lượng. Đến 1927, đạt đến mức độ 3000 vạn quan lượng. Đến niên đại 40 thế kỷ XX thì 2/3 vật tư xuất nhập khẩu Vân Nam đều được xuất nhập khẩu ở đây.
Ngày 30 tháng 10 năm 1911, nhân dịp tết Trùng dương, Thái Ngạc và Đường Kế Nghiêu nổi dậy thoát ly khỏi Nhà Thanh. Ngày 25 tháng 12 năm 1915, hai ông này phát động phong trào phản đối Viên Thế Khải, Vân Nam trở thành tiền duyên cách mạng dân chủ cận đại. Trong thời kỳ Trung Hoa Dân Quốc, tại Vân Nam hình thành một cục diện cát cứ, từ 1928 tới 1945 do Đường Kế Nghiêu và Long Vân thống lĩnh. Năm 1925, sau khi Tôn Trung Sơn mất, Đường Kế Nghiêu tranh quyền lãnh đạo với Quyền Đại nguyên soái Hồ Hán Dân.

## Vân Nam vương
Năm 1927, tướng Long Vân lên thay nắm quyền cai trị Vân Nam hơn 20 năm cho đến khi Chính phủ Trung ương Quốc dân đảng bổ nhiệm tướng Đỗ Duật Minh thay thế vào năm 1945. Tháng 7 năm 1937 nổ ra cuộc chiến chống Nhật, Long Vân hưởng ứng lời kêu gọi của Đảng CS TQ cùng đứng về một chiến tuyến cùng đấu tranh chống Nhật. Năm 1940, quân Nhật chiếm Việt Nam, biên giới Việt Nam và Vân Nam khá căng thẳng.
Vân Nam ở giáp Miến Điện, là nơi tiếp nhận hàng viện trợ của Mỹ qua đường Miến Điện để vào Trung Quốc. Năm 1942, trên 10 vạn quân Trung Quốc từ đây tấn công sang Miến Điện, phối hợp cùng quân Anh chống lại quân đội Nhật Bản. Giai đoạn từ 1938 tới 1946, các trường đại học như Đại học Bắc Kinh, Đại học Thanh Hoa, Đại học Nam Khai đã hợp nhất tại Côn Minh để lập ra Đại học Quốc gia Liên hợp Tây Nam.
Năm 1945, tướng Đỗ Duật Minh thay thế Long Vân trong thời gian ngắn, sau đó em họ của Long Vân là Lư Hán lên nắm quyền. Sau khi Nhật đầu hàng Đồng minh, Quân đội Quốc dân đảng do Lư Hán Tư lệnh quân Vân Nam điều động 4 quân đoàn gồm 18 vạn quân từ Vân Nam và Quảng Tây kéo vào miền Bắc Việt Nam giải giáp Quân đội Nhật. Tháng 5 năm 1946 Lư Hán đưa quân quay về Vân Nam và đảm nhiệm các chức: Chủ tịch tỉnh Vân Nam, Tư lệnh An Ninh tỉnh kiêm Hiệu trưởng Học viện quân sự Xương Nghi. Tháng 7 năm 1948, Lư Hán hạ lệnh trấn áp học sinh Côn Minh tạo ra sự kiện thảm sát 15 tháng 7. Năm 1949, Lư Hán còn tạo ra vết nhơ trọng vụ thảm sát 21 người vô tội trên đường phố Nam Bình.
Sau đó Lư Hán và Long Vân dưới sự chỉ đạo của TW ĐCS TQ và Ủy ban Công hội tỉnh Vân Nam và dưới sự chi viên của Quân giải phóng Nhân dân, cùng đấu tranh ở vùng biên giới giữa Vân Nam và Quý Châu. Và đến ngày 9.12.1949 đã nổ ra Khởi nghĩa Côn Minh, tỉnh Vân Nam tuyên bố giải phóng trong hòa bình.
Ngày 10 tháng 3 năm 2011, một trận động đất 5,4 độ xảy ra tại Vân Nam, gây thiệt hại nghiêm trọng hơn 18.000 ngôi nhà và chung cư.

## Địa lý

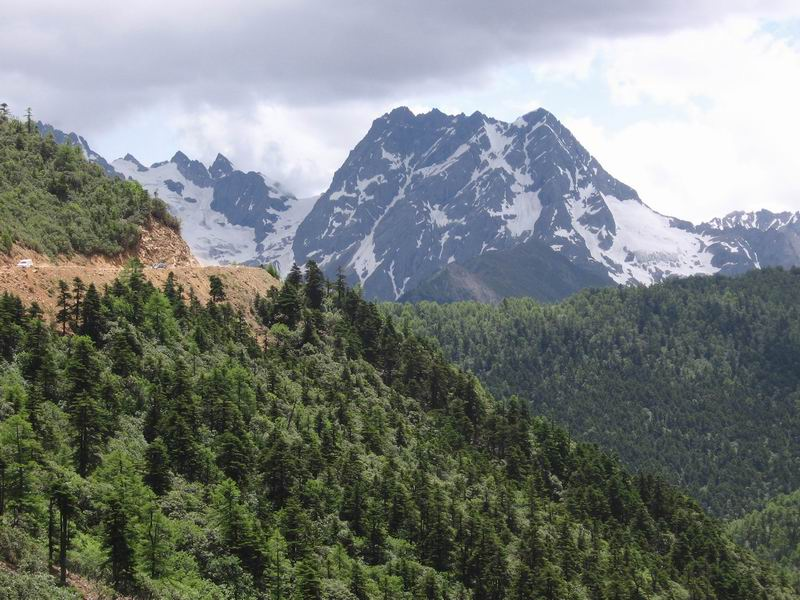
Các dãy núi tuyết ở Địch Khánh, tây bắc Vân Nam

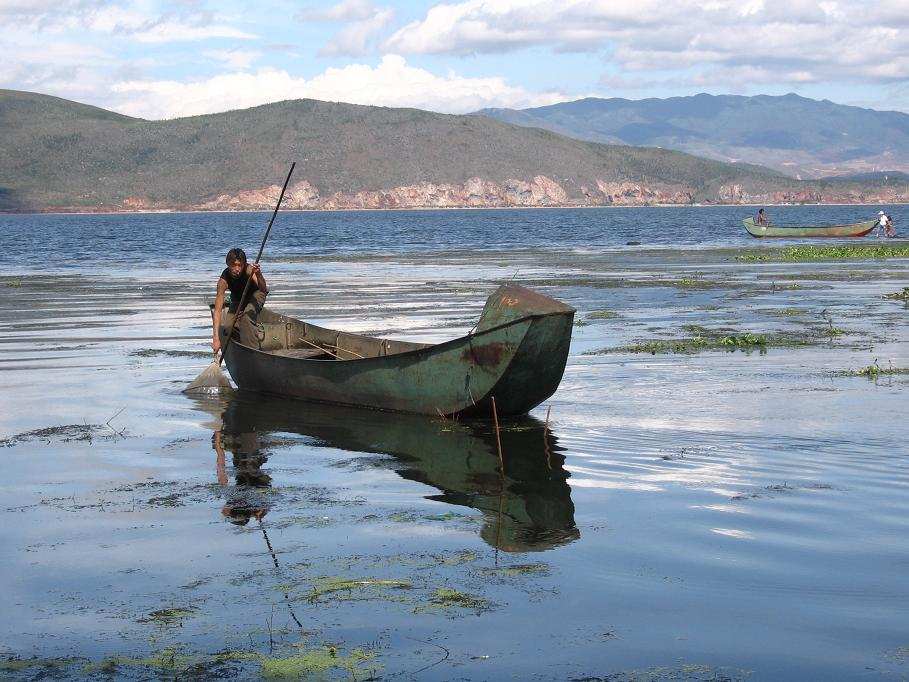
Hồ Nhị Hải (洱海湖), Đại Lý, Vân Nam

Vân Nam là tỉnh cực tây nam của Trung Quốc, với đường Bắc chí tuyến chạy ngang qua phần phía nam của tỉnh. Tỉnh này có diện tích khoảng 394.000 km², chiếm 4,1% tổng diện tích Trung Quốc. Tỉnh này có ranh giới với Khu tự trị người Choang Quảng Tây và tỉnh Quý Châu ở phía đông, tỉnh Tứ Xuyên ở phía bắc, Khu tự trị Tây Tạng ở phía tây bắc. Tỉnh này cũng có biên giới dài 4.060 km với Myanmar ở phía tây, Lào ở phía nam, Việt Nam ở phía đông nam.
Xem thêm: Đá phiến sét Mạo Thiên Sơn

### Ranh giới-Biên giới
Các tỉnh, khu tự trị có ranh giới là Khu tụ trị Tây Tạng, Tứ Xuyên, Quý Châu và Quảng Tây. Các quốc gia có biên giới với tỉnh này là Việt Nam (các tỉnh Việt Nam tiếp giáp gồm Điện Biên, Lai Châu, Lào Cai, Tuyên Quang; các đơn vị hành chính của Vân Nam tiếp giáp với Việt Nam gồm châu Hồng Hà, Văn Sơn, địa cấp thị Phổ Nhị; cửa khẩu chính qua biên giới theo đường bộ và đường sắt là tại Hà Khẩu - Lào Cai), Lào (các tỉnh Lào tiếp giáp gồm Luang Namtha, Oudomxay, Phongsali, cửa khẩu chính qua biên giới theo đường bộ và đường sắt tại Boten) và Myanmar (các bang Myanmar tiếp giáp gồm Kachin và Shan, với cửa khẩu biên giới chính tại Thụy Lệ, đây cũng là của khẩu biên giới bộ duy nhất được phép đi lại đối với những người không có quốc tịch Trung Quốc hay Myanmar).

### Địa hình
Điểm cao nhất ở phía bắc là đỉnh Kawagebo tại huyện Đức Khâm trên cao nguyên Địch Khánh, nó cao khoảng 6.740 m; và điểm thấp nhất là thung lũng Hồng Hà tại huyện Hà Khẩu, với cao độ 76,4 m. Địa hình nơi đây là đồi núi

### Sông ngòi
Tỉnh này được 6 hệ thống sông lớn chính tưới tiêu:
- Dương Tử (长江; Trường Giang), tại đây được biết dưới tên gọi Kim Sa Giang (sông cát vàng), tưới tiêu cho phần phía bắc của tỉnh.
- Châu Giang, với thượng nguồn của nó gần Khúc Tĩnh, tưới tiêu cho khu vực miền đông.
- Mê Kông (澜沧江; Sông Lan Thương), chảy từ Tây Tạng tới miền nam Việt Nam đổ ra Biển Đông, tạo thành biên giới tự nhiên giữa Lào và Myanmar, giữa Lào và Thái Lan, qua Campuchia để tới Việt Nam.
- Sông Hồng (红河/元江; Hồng Hà/Nguyên Giang) có thượng nguồn tại các dãy núi ở phía nam Đại Lý và đổ ra Biển Đông sau khi chảy sang Hà Nội, Việt Nam.
- Nộ Giang/Salween (怒江; Nù jiāng), chảy ra vịnh Martaban và biển Andaman sau khi chảy qua Myanmar.
- Sông Irrawaddy có vài sông nhánh nhỏ ở miền tây Vân Nam, cũng như sông Độc Long và các sông trong châu tự trị Đức Hoành.

## Các nguồn lực tự nhiên
Vân Nam giàu các nguồn lực tự nhiên. Tỉnh này được biết đến như là vương quốc của thực vật, động vật và các kim loại màu cũng như các loài cây thuốc.
Tỉnh này không những có các loài thực vật nhiệt đới, cận nhiệt đới, ôn đới, hàn đới nhiều hơn so với các tỉnh khác tại Trung Quốc, mà còn có nhiều loài thực vật cổ, cũng như các loài được đưa từ nước ngoài vào. Trong số khoảng 30.000 loài thực vật tại Trung Quốc thì có thể tìm thấy khoảng 18.000 loài tại Vân Nam. Vân Nam cũng là nơi có nhiều loài động vật quý hiếm trên thế giới sinh sống, nổi bật nhất là hổ, voi và bò tót khổng lồ.
Trên 150 loại khoáng sản đã được phát hiện tại Vân Nam. Giá trị tiềm năng của các loại khoảng sản này tại Vân Nam vào khoảng 3 nghìn tỷ nhân dân tệ (khoảng 350 tỷ USD), 40% trong số đó là từ các loại khoảng sản cung cấp nhiên liệu, 7,3% từ khoáng sản kim loại và 52,7% từ các khoáng sản phi-kim loại.
Vân Nam đã được xác nhận là có trầm tích của 86 loại khoáng sản tại 2.700 khu vực. Khoảng 13% trong số các loại khoáng sản trầm tích này có trữ lượng lớn nhất trong số các mỏ khoáng sản tại Trung Quốc, và 2/3 các trầm tích có trữ lượng lớn nhất tại lưu vực sông Dương Tử và miền nam Trung Quốc. Vân Nam đứng đầu Trung Quốc về các loại khoáng sản chứa kẽm, chì, thiếc, cadmi, indi, tali và crocidolit.
Vân Nam có nhiều mưa và sông hồ. Tổng lưu lượng nước hàng năm chảy trong tỉnh này là khoảng 200 km³, ba lần lớn hơn lưu lượng của sông Hoàng Hà. Các sông chảy vào tỉnh này bổ sung thêm 160 km³, có nghĩa là có trên 10.000 m³ khối nước cho mỗi người dân trong tỉnh trong một năm. Con số này cao gấp 4 lần so với trung bình toàn Trung Quốc. Lượng nước lớn này tạo điều kiện cho việc phát triển thủy điện.
Vân Nam còn hấp dẫn với nhiều địa điểm du lịch, bao gồm nhiều vùng phong cảnh đẹp, các tập quán dân tộc đa dạng và một khí hậu dễ chịu.

## Các đơn vị hành chính
Vân Nam được chia thành 16 đơn vị hành chính cấp địa khu, gồm 8 thành phố (địa cấp thị) và 8 châu tự trị:
| Bản đồ          | #                                     | Tên         | Thủ phủ                                              | Chữ Hán Bính âm | Dân số (2010) |
| --------------- | ------------------------------------- | ----------- | ---------------------------------------------------- | --------------- | ------------- |
|                 |                                       |             |                                                      |                 |               |
| — Địa cấp thị — |                                       |             |                                                      |                 |               |
| 1               | Côn Minh                              | Bàn Long    | 昆明市 Kūnmíng Shì                                   | 6.432.000       |               |
| 2               | Khúc Tĩnh                             | Kỳ Lân      | 曲靖市 Qǔjìng Shì                                    | 5.855.000       |               |
| 3               | Ngọc Khê                              | Hồng Tháp   | 玉溪市 Yùxī Shì                                      | 2.304.000       |               |
| 4               | Bảo Sơn                               | Long Dương  | 保山市 Bǎoshān Shì                                   | 2.506.000       |               |
| 5               | Chiêu Thông                           | Chiêu Dương | 昭通市 Zhāotōng Shì                                  | 5.213.000       |               |
| 6               | Lệ Giang                              | Cổ Thành    | 丽江市 Lìjiāng Shì                                   | 1.245.000       |               |
| 7               | Phổ Nhĩ                               | Tư Mao      | 普洱市 Pǔ'ěr Shì                                     | 2.543.000       |               |
| 8               | Lâm Thương                            | Lâm Tường   | 临沧市 Líncāng Shì                                   | 2.430.000       |               |
| — Châu tự trị — |                                       |             |                                                      |                 |               |
| 9               | Đức Hoành (của người Thái & Cảnh Pha) | Mang        | 德宏傣族景颇族自治州 Déhóng Dǎizú Jǐngpōzú Zìzhìzhōu | 1.211.000       |               |
| 10              | Nộ Giang (của người Lật Túc)          | Lô Thủy     | 怒江傈僳族自治州 Nùjiāng Lìsùzú Zìzhìzhōu            | 534.000         |               |
| 11              | Địch Khánh (của người Tạng)           | Shangri-La  | 迪庆藏族自治州 Díqìng Zàngzú Zìzhìzhōu               | 400.000         |               |
| 12              | Đại Lý (của người Bạch)               | Đại Lý      | 大理白族自治州 Dàlǐ Báizú Zìzhìzhōu                  | 3.456.000       |               |
| 13              | Sở Hùng (của người Di)                | Sở Hùng     | 楚雄彝族自治州 Chǔxióng Yízú Zìzhìzhōu               | 2.684.000       |               |
| 14              | Hồng Hà (của người Hà Nhì & Di)       | Mông Tự     | 红河哈尼族彝族自治州 Hónghé Hānízú Yízú Zìzhìzhōu    | 4.501.000       |               |
| 15              | Văn Sơn (của người Choang & Miêu)     | Văn Sơn     | 文山壮族苗族自治州 Wénshān Zhuàngzú Miáozú Zìzhìzhōu | 3.518.000       |               |
| 16              | Tây Song Bản Nạp (của người Thái)     | Cảnh Hồng   | 西双版纳傣族自治州 Xīshuāngbǎnnà Dǎizú Zìzhìzhōu     | 1.134.000       |               |

Tổng cộng có 129 đơn vị hành chính cấp huyện, gồm 9 thành phố cấp huyện, 79 huyện, 29 huyện tự trị và 12 quận.

## Dân cư
Tôn giáo tại Vân Nam (2005)
Tổng dân số: 43,33 triệu (năm 2002)
Tỷ lệ tăng dân số: 1,06%
Tuổi thọ (trung bình): 65,1 năm (nam) và 67,7 năm (nữ) (dữ liệu năm 1995)

### Dân tộc
Vân Nam đáng chú ý vì sự đa dạng sắc tộc cao. Tỉnh này có nhiều dân tộc hơn tất cả các tỉnh và khu tự trị khác của Trung Quốc. Trong số 56 dân tộc được công nhận tại Trung Quốc, người ta thấy tại Vân Nam là 25. Khoảng 38,07% dân số trong tỉnh này là các nhóm sắc tộc thiểu số như người Di, Bạch, Cáp Nê (Hà Nhì), Tráng (Choang), Thái, Miêu (H'Mông), Lật Túc, Hồi, Lạp Hỗ (La Hủ), Ngõa (Va), Nạp Tây, Dao, Tạng, Cảnh Pha, Bố Lãng, Phổ Mễ, Nộ, A Xương, Cơ Nặc, Mông Cổ, Độc Long, Mãn, Thủy và Bố Y. Một vài dân tộc khác cũng có đại diện, nhưng hoặc là họ không sống trong các khu dân cư đông đúc hoặc số lượng không đạt tới ngưỡng quy định là 5.000 người để có thể được công nhận có địa vị một cách chính thức là tồn tại trong tỉnh. Một số nhóm sắc tộc, chẳng hạn người Ma Toa, đã được công nhận chính thức như là một phần của người Nạp Tây, trong quá khứ đã từng yêu cầu có địa vị chính thức như là một dân tộc thiểu số, và hiện nay được công nhận là dân tộc Ma Toa.
Các nhóm sắc tộc phân bổ rộng khắp trong tỉnh. Khoảng 25 các dân tộc thiểu số sống trong các khu dân cư đông đúc, mỗi cộng đồng có số dân trên 5.000 người. Mười dân tộc thiểu số sống tại khu vực biên giới và thung lũng các sông, bao gồm người Hồi, Mãn (người Mãn, dấu vết còn lại của thời kỳ chính quyền Nhà Thanh, không sống trong các khu dân cư đông đúc và trong nhiều khía cạnh thì không khác gì người Hán), Bạch, Nạp Tây, Mông Cổ, Tráng, Thái, A Xương, Bố Y và Thủy, với tổng dân số khoảng 4,5 triệu; những người sống trong các khu vực núi thấp là người Hà Nhì, Dao, Lạp Hỗ (La Hủ), Va, Cảnh Pha, Bố Lãng và Cơ Nặc, với tổng dân số khoảng 5 triệu; còn những người sống trong các khu vực núi cao là người Miêu, Lật Túc, Tạng, Phổ Mễ và Độc Long, với tổng dân số khoảng 4 triệu.
Câu truyện thường được nhắc lại kể về chuyện ba anh em khi sinh ra đã nói các thứ tiếng khác nhau: Tạng, Nạp Tây và Bạch. Mỗi người sống trong các khu vực khác nhau của Vân Nam và Tây Tạng, tương ứng với các vùng cao, vùng trung và vùng thấp.

### Ngôn ngữ
Các phương ngữ chủ yếu trong tiếng Trung được nói tại Vân Nam thuộc về nhánh tây nam của nhóm Quan Thoại, và vì thế là tương tự như các phương ngữ láng giềng ở các tỉnh Tứ Xuyên và Quý Châu. Các đặc trưng đáng chú ý trong nhiều phương ngữ Vân Nam là việc mất đi một phần hay toàn bộ khác biệt giữa /n/ và /ŋ/, cũng như không có /y/.
Thứ đa dạng sắc tộc của Vân Nam được phản ánh trong thứ đa dạng ngôn ngữ của nó. Các thứ tiếng được nói tại Vân Nam bao gồm nhóm ngôn ngữ Tạng-Miến chẳng hạn như Bạch, Di, Tạng, Hà Nhì, Cảnh Pha, Lisu, Lạp Hỗ, Nạp Tây; Thái hay Tráng, Bố Y, Đồng, Thủy, Thái Lự và Thái Nüa cũng như nhóm ngôn ngữ Mông-Miến.
Cụ thể là tiếng Nạp Tây sử dụng hệ thống chữ viết Đông Ba, là hệ thống chữ viết dùng biểu tượng duy nhất hiện nay trên thế giới. Chữ Đông Ba đã được các thầy cúng Đông Ba sử dụng là chủ yếu với các chỉ dẫn về nghi thức hành lễ của họ. Ngày nay chữ Đông Ba chủ yếu là để đáp ứng sự tò mò của khách du lịch. Học giả nổi tiếng nhất về văn hóa Đông Ba có lẽ là Joseph Rock.

### Giáo dục
Vào cuối năm 1998, trong số dân số của tỉnh thì 419.800 người có trình độ từ cao đẳng trở lên, 2,11 triệu người đã tốt nghiệp phổ thông trung học, 8,3 triệu người tốt nghiệp trung học cơ sở, 18,25 triệu người đã tốt nghiệp tiểu học và 8,25 triệu người trên 15 tuổi hoặc là mù chữ hoặc một phần biết đọc, biết viết.

### Đại học và cao đẳng
- Đại học Vân Nam
- Đại học Khoa học Công nghệ Côn Minh
- Đại học Kinh tế Tài chính Vân Nam
- Đại học Nông nghiệp Vân Nam
- Đại học dân tộc Vân Nam
- Đại học Côn Minh
- Học viện Lâm nghiệp Tây Nam
- Học viện Y học Côn Minh
- Học viện Đông y Vân Nam
- Học viện Cảnh quan Vân Nam
- Đại học Sư phạm Vân Nam
- Đại học Hồng Hà
- Đại học Đại Lý

## Kinh tế

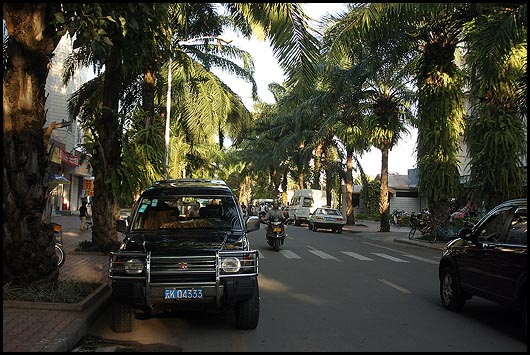
Một trong những tuyến đường trồng nhiều cọ tại Cảnh Hồng

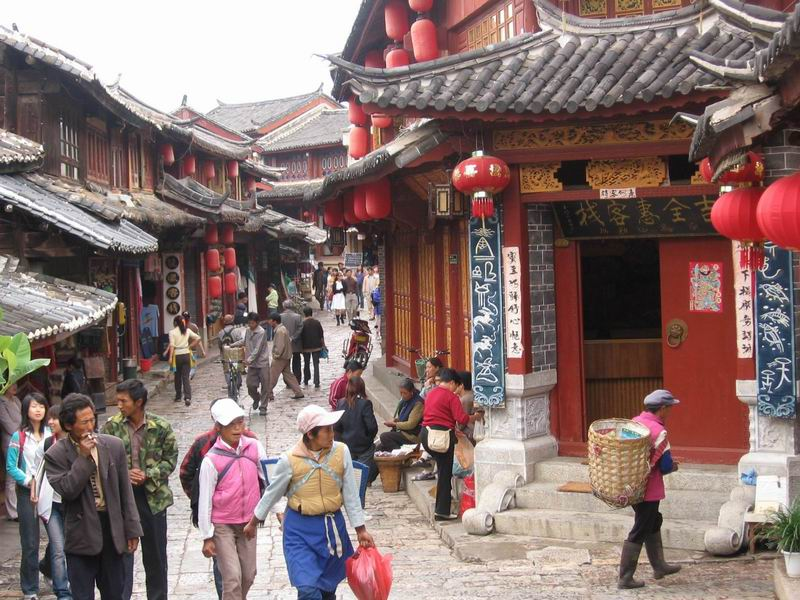
Cảnh mua bán tại Lệ Giang

Vân Nam là một tỉnh tương đối chậm phát triển của Trung Quốc với tỷ lệ dân số lâm vào cảnh nghèo khổ cao hơn các tỉnh khác. Năm 1994, khoảng 7 triệu người sống dưới mức nghèo khổ với thu nhập bình quân hàng năm thấp hơn 300 nhân dân tệ trên đầu người. Họ được phân bổ trong 73 huyện của tỉnh, chủ yếu sống nhờ nguồn hỗ trợ tài chính của chính quyền trung ương. Với số tiền trợ cấp 3,15 tỷ nhân dân tệ (NDT) năm 2002, dân số nông thôn nghèo trong tỉnh đã giảm từ 4,05 triệu năm 2000 xuống 2,86 triệu. Kế hoạch xóa đói giảm nghèo bao gồm 5 dự án lớn với mục tiêu nâng cấp và hoàn thiện cơ sở hạ tầng. Các kế hoạch này bao gồm chương trình cải tạo đất, bảo tồn nước, cung cấp điện năng, đường sá và xây dựng "vành đai xanh". Cho đến khi các dự án này được hoàn thành thì Vân Nam sẽ giải quyết được vấn đề thiếu ngũ cốc, nước, điện, đường sá và cải thiện các điều kiện sinh thái.
Bốn ngành kinh tế cột trụ của Vân Nam là: sản xuất thuốc lá, các chế phẩm sinh học, khai thác mỏ và du lịch. Vân Nam có quan hệ thương mại với trên 70 quốc gia và vùng lãnh thổ trên thế giới. Vân Nam cũng thành lập khu thương mại biên giới Muse (nằm tại Thụy Lệ) dọc theo ranh giới của tỉnh này với Myanmar . Vân Nam xuất khẩu chủ yếu là thuốc lá, máy móc và thiết bị điện, các sản phẩm hóa học và nông nghiệp, cũng như các kim loại màu. Năm 2002, kim ngạch thương mại song phương (nhập và xuất khẩu) đạt 2,23 tỷ đô la Mỹ. Năm 2002, tỉnh này đã ký các hợp đồng FDI với số vốn 333 triệu đô la Mỹ, trong đó 112 triệu đô la Mỹ đã được đầu tư trên thực tế trong cùng năm. Tỷ lệ thất nghiệp tại Vân Nam là 4% (năm 2002).
GDP danh định năm 2004 là 295,9 tỷ nhân dân tệ (36,71 tỷ đô la Mỹ), và tốc độ tăng trưởng hàng năm là 8,1%. GDP trên đầu người là 5.630 NDT (680 USD). Tỷ lệ trong GDP của các ngành công nghiệp sơ cấp (nông-lâm-ngư nghiệp và khai khoáng), thứ cấp (sản xuất công nghiệp và xây dựng) và tam cấp (dịch vụ) lần lượt là 21,1%; 42.8%; 36,1%.

## Vận tải

### Đường sắt
Vân Nam được nối bằng đường sắt lần đầu tiên không phải là với phần còn lại của Trung Quốc mà là với cảng Hải Phòng bằng đường sắt khổ hẹp (1,1 m) do người Pháp xây dựng và hoàn thành năm 1910. Phải 50 năm sau thì tỉnh này mới được nối với phần còn lại của Trung Quốc bằng đường sắt sau khi tuyến đường sắt Thành Đô-Côn Minh hoàn thành. Sau đó, tuyến đường sắt nối Côn Minh với Quý Dương cũng được đưa vào khai thác. Hai tuyến đường sắt mới được đưa vào sử dụng gần đây: tuyến đường phía nam nối tới Nam Ninh và tuyến đường đông bắc nối tới Tứ Xuyên.
Vào thời điểm 2006, sự kéo dài của tuyến đường sắt hiện nay cũng liên kết Côn Minh với Đại Lý, với đoạn kéo dài tới Lệ Giang cũng gần hoàn thành. Người ta cũng có kế hoạch mở rộng tuyến đường sắt cổ nhất trong tỉnh tới Việt Nam, trong khi một kế hoạch mới và rất nhiều tham vọng để liên kết Đại Lý với Thụy Lệ cũng đã được thông báo trong năm 2006.

### Đường bộ
Việc xây dựng đường bộ tại Vân Nam vẫn tiếp tục không suy giảm: trong những năm qua tỉnh này đã xây dựng được thêm nhiều tuyến đường mới hơn bất kỳ tỉnh nào của Trung Quốc. Hiện nay, tuyến đường cao tốc nối Côn Minh, qua Đại Lý tới Bảo Sơn, Côn Minh tới Mặc Giang (trên đường tới Cảnh Hồng), Côn Minh tới Khúc Tĩnh, Côn Minh tới Thạch Lâm (rừng đá). Kế hoạch chính thức là tới năm 2010 sẽ nối toàn bộ các thành thị chính và thủ phủ của các tỉnh láng giềng bằng đường cao tốc và dự định hoàn thành hệ thống đường cao tốc vào năm 2020.
Tất cả các thị trấn hiện nay đều có thể tới được bằng các tuyến đường có bề mặt cứng trong mọi thời tiết, từ Côn Minh, tất cả các thị tứ đều có đường liên kết (thị tứ cuối cùng được nối vào là Dương Lạp, ở xa về phía bắc của tỉnh, nhưng Độc Long Giang vẫn bị cô lập trong vòng khoảng 6 tháng mỗi năm), và khoảng một nửa các làng quê có đường đi tới.
Tổng độ dài của đường quốc lộ cấp II là 958 km, cấp III là 7.571 km và cấp IV là 52.248 km. Tỉnh này cũng đã thành lập một mạng lưới liên lạc viễn thông từ Côn Minh tỏa ra tới Tứ Xuyên, Quý Châu, Quảng Tây, Tây Tạng, cũng như xa hơn sang tới tận Myanmar, Lào, Việt Nam và Thái Lan.

### Đường thủy
Nói chung, các sông là trở ngại đối với giao thông vận tải của Vân Nam. Chỉ một phần rất nhỏ trong hệ thống sông ngòi ở Vân Nam là có thể phục vụ cho giao thông đường thủy.
Năm 1995, tỉnh này đã đầu tư 171 triệu NDT để bổ sung thêm 807 km đường giao thông thủy mới. Người ta đã xây dựng 2 cầu tàu với năng lực xếp dỡ mỗi năm đạt 300.000-400.000 tấn/cầu tàu và 4 cầu tàu với năng lực xếp dỡ 100.000 tấn/cầu tàu. Khối lượng xếp dỡ hàng hóa mỗi năm khoảng 2 triệu tấn và luân chuyển hành khách khoảng 2 triệu người.

### Sân bay
Tỉnh này có 20 tuyến đường bay từ Côn Minh tới Bắc Kinh, Thượng Hải, Quảng Châu, Thành Đô, Hải Khẩu, Trùng Khánh, Thẩm Dương, Cáp Nhĩ Tân, Vũ Hán, Tây An, Lan Châu, Hàng Châu, Hạ Môn, Nam Ninh, Thâm Quyến, Quý Dương, Trường Sa, Quế Lâm, Lhasa và Hồng Kông; tám tuyến đường bay nội tỉnh từ Côn Minh tới Cảnh Hồng, Mông Tự, Lệ Giang, Đại Lý, Hương Cách Lý Nạp (Shangri-la hay Trung Điện), Chiêu Thông, Bảo Sơn và Tư Mao; cũng như 8 đường bay quốc tế từ Côn Minh tới Bangkok, Chiang mai, Yangon, Singapore, Hà Nội, Thành phố Hồ Chí Minh, Kuala Lumpur và Viêng Chăn.
Sân bay quốc tế Vu Gia Bá ở Côn Minh là sân bay hạng nhất cấp quốc gia cùng các sân bay khác là các nhà ga hạng hai. Một sân bay mới cho Côn Minh, được xây ở phía đông thành phố, tại Đại Bản Kiều đã bắt đầu năm 2006, nhưng chỉ hoàn thành theo dự kiến vào năm 2015.

## Dân cư
Vân Nam được biết đến như là tỉnh có số lượng sắc tộc lớn nhất tại Trung Quốc, và hiện nay người ta đã và đang tích cực trong công việc bảo tồn văn hóa, các di sản cùng ngôn ngữ của các dân tộc này:
- A Xương (Đức Hoành)
- Bạch (Đại Lý)
- Bố Lãng
- Cảnh Pha
- Cơ Nặc
- Cáp Nê (hoặc Akha)
- Dao
- Di
- Hán (chủ yếu)
- Hồi (người Uyghur theo Hồi giáo)
- Lisu (傈僳)
- Ma Toa (Lệ Giang)
- Miêu (hay H'mong)
- Nạp Tây
- Ngật Lão
- Phổ Mễ (Lệ Giang)
- Tạng (hoặc Kham
- người Thái
- người Tráng(hoặc Bố Y)
- Va (Lâm Thương)

Tất cả các dân tộc ít người này được phân loại theo phân loại chính thức của nhà nước CHND Trung Hoa, tuy nhiên, trong mỗi nhóm sắc tộc lại tồn tại các phân nhóm hoàn toàn khác biệt về tập quán, ngôn ngữ khi so sánh với các phân nhóm khác trong cùng nhóm.

## Văn hóa
Xem thêm: Ẩm thực Vân Nam.

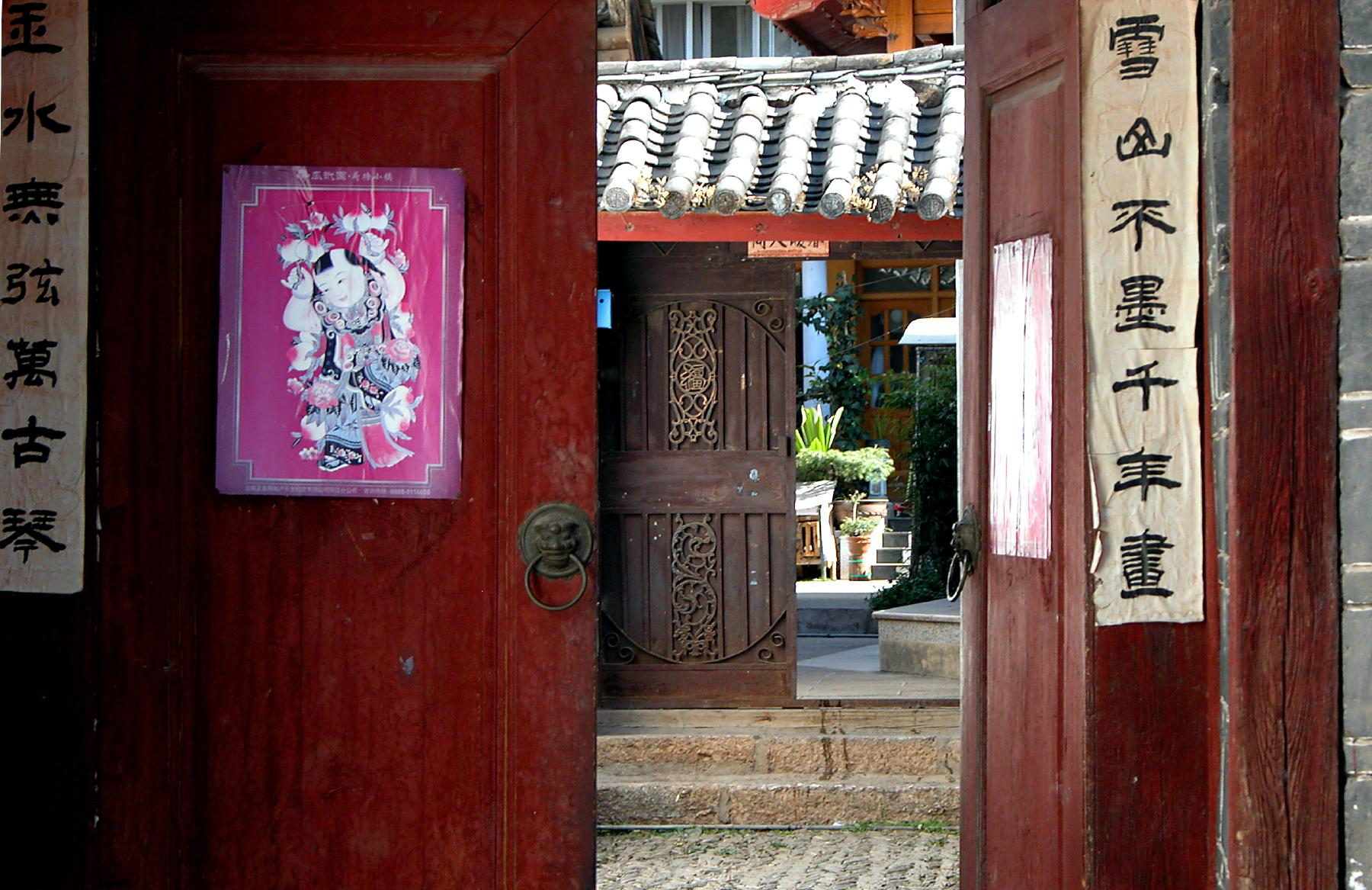
Câu đối Tết, viết tay và dán trên cửa nhà, phố cổ Lệ Giang

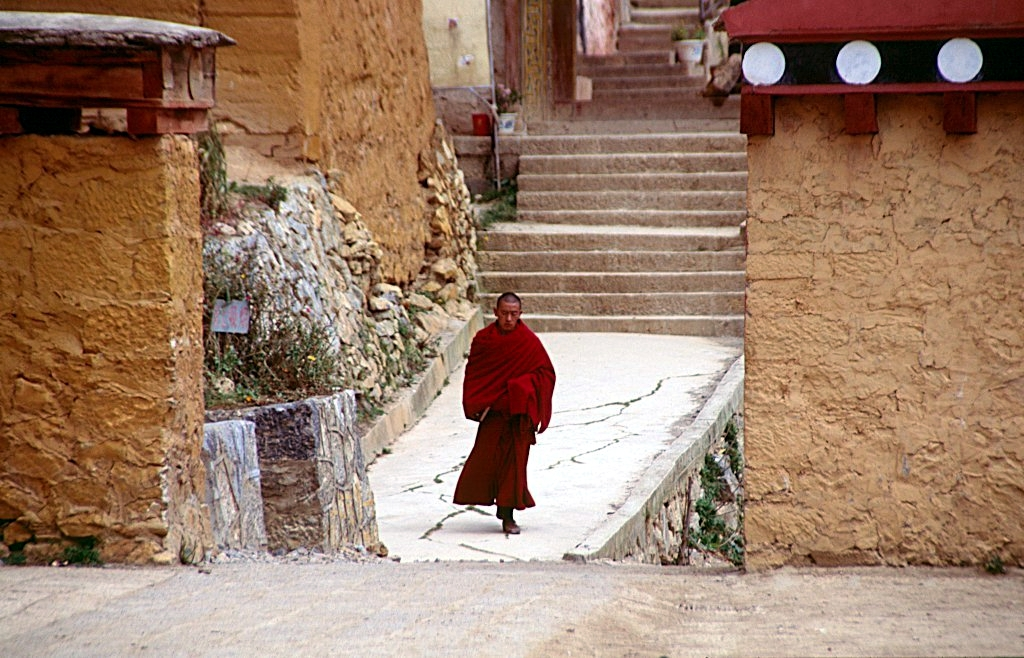
Tùng Tán Lâm Tự tại Trung Điện

Một trong những sản phẩm nổi tiếng của Vân Nam là Phổ Nhĩ trà, được đặt tên theo thị trấn kinh doanh chè thời cổ là Phổ Nhị, cũng như trà kim vàng Vân Nam.

## Du lịch
Các trung tâm du lịch tại Vân Nam bao gồm:
- Đại Lý, trung tâm lịch sử của các vương quốc Nam Chiếu và Đại Lý.
- Cảnh Hồng, trung tâm và thủ phủ châu tự trị Tây Song Bản Nạp của người Thái Vân Nam.
- Lệ Giang, một thành phố của người thiểu số Nạp Tây. Nó đã được UNESCO công nhận là di sản thế giới từ năm 1997.
- Shangri-La (trước đây gọi là Trung Điện), một thị trấn của dân tộc thiểu số là người Tạng, nằm ở vùng núi cao tây bắc Vân Nam.
- Thạch Lâm, một loạt các carxtơ lộ thiên ở phía đông Côn Minh.
- Nguyên Dương, một khu định cư của người Hà Nhì với các ruộng bậc thang rộng lớn.
- Thành phố Côn Minh
- Vườn du lịch Côn Minh
- Hồ Điền
- Làng dân tộc Vân Nam
- Cửu Hương
- Khu thắng cảnh Phổ Giả Hắc
- A lư cổ động
- Khu du lịch Tây Sơn
- Hoa đình tự
- Tam Thanh Các - Long Môn
- Kim điện
- Đại Quan lầu
- Viên thông sơn
- Viên thông tư
- Núi tuyết Ngọc Long
- Khu thắng cảnh Đại Danh
- Núi lửa Đằng Xung
- Vực Hổ Khiêu
- Núi tuyết Mai Lý
- Thành cổ Đại Lý
- Núi Thương
- Hồ Nhĩ Hải

## Thể thao
Các đội thể thao chuyên nghiệp tại Vân Nam có:
- Hiệp hội Bóng rổ Trung Quốc
  - Vân Nam Hồng Hà bôn ngưu (云南红河奔牛)